# Fight or Flight (aflevering van Star Trek: Enterprise)
Fight or Flight is de tweede aflevering van de serie Star Trek: Enterprise van 97 in totaal.

## Verloop van de aflevering in hoofdlijnen
De bemanning van de USS Enterprise (NX-01) treft in de ruimte een schip dat niet reageert op de oproepen van de Enterprise. Als de kapitein, Jonathan Archer, besluit de zaak te onderzoeken, wordt een shuttle gelanceerd om het schip te bezoeken. Daar aangekomen blijkt de bemanning uitgemoord omdat hun bloed een waardevolle stof bevat. Omdat de bemanning niets meer voor het schip kan betekenen, besluiten ze om hun oude koers weer te hervatten, maar na verloop van tijd krijgt de kapitein wroeging en besluit terug te keren naar de plaats van de misdaad. 
Wanneer ze daar aankomen blijken de daders ook terug te keren. De Enterprise wordt aangevallen om dezelfde redenen als het schip van de vorige slachtoffers, maar omdat de communicatieofficier een noodoproep had verstuurd naar de Axanar, het ras van de bemanning van het andere aangevallen schip, komt een schip van dat ras de Enterprise te hulp. Nadat duidelijk is geworden dat de bemanning van de Enterprise niet degenen zijn die de Axanar bedreigen, kunnen ze samen de aanvallers verslaan.

## Acteurs

### Hoofdrollen
- Scott Bakula als kapitein Jonathan Archer
- John Billingsley als dokter Phlox
- Jolene Blalock als overste T'Pol
- Dominic Keating als luitenant Malcolm Reed
- Anthony Montgomery als vaandrig Travis Mayweather
- Linda Park als vaandrig Hoshi Sato
- Connor Trinneer als overste Charles "Trip" Tucker III

### Gastacteurs
- Jeff Ricketts als kapitein van het schip van de Axanar
- Efrain Figueroa als stem van de Universele vertaler

### Bijrollen die niet in de aftiteling vermeld zijn
- Jef Ayres als Haynem
- Solomon Burke junior als Billy
- Mario Carter als een bemanningslid van de USS Enterprise NX-01
- Cecilia Conn als een bemanningslid van de USS Enterprise NX-01
- Amy Kate Connolly als een bemanningslid van de USS Enterprise NX-01
- Sandro DiPinto als een bemanningslid van de USS Enterprise NX-01
- Mimi Fisher als bemanningslid Bennet
- Stacy Fouche als een bemanningslid van de USS Enterprise NX-01
- Hilde Garcia als Rossi
- Lindly Gardner als een bemanningslid van de USS Enterprise NX-01]
- Jack Guzman als een bemanningslid van de USS Enterprise NX-01
- Cheri Isabella als een bemanningslid van de USS Enterprise NX-01
- Martin Ko als een bemanningslid van de USS Enterprise NX-01
- Carmen Nogales als een bemanningslid van de USS Enterprise NX-01
- Bobby Pappas als een bemanningslid van de USS Enterprise NX-01
- Prada als hond Porthos
- Thelma Tyrell als een bemanningslid van de USS Enterprise NX-01
- Gary Weeks als een bemanningslid van de USS Enterprise NX-01
- Todd Wieland als een bemanningslid van de USS Enterprise NX-01